# Die Ärzte (EP)
Die Ärzte ist eine EP mit Songs der deutschen Punkrock-Band Die Ärzte, die 1987 vom Label Amiga in der DDR ohne Wissen und Zustimmung der Band in der Reihe Amiga Quartett veröffentlicht wurde.

## Vorgeschichte
In einem Interview mit dem ZDF (Markus Lanz vom 26. Februar 2019) verriet Bela B., dass in der DDR die Veröffentlichung eines Greatest-Hits-Albums geplant war. Verlegt werden sollte dieses durch das Label Amiga, zu dem die Gruppe Kontakt aufgenommen hatte. Zudem sollte eine Tournee in der DDR stattfinden. Die Ärzte trafen sich mit einem DJ des DDR-Jugendsenders DT64, welcher allerdings ein IM war. Durch diesen Abend und die Indizierungen der Alben Debil (1985) und Die Ärzte (1986) wurden jedoch sowohl geplante Tonträger als auch die anvisierten Live-Auftritte abgesagt.

## Veröffentlichung
Im Rahmen der Amiga-Quartett-Reihe wurde dann doch eine 7"-Single mit dem Namen Die Ärzte veröffentlicht. Die Band stimmte der Veröffentlichung allerdings nicht offiziell zu.

## Tracks
1. Zu spät (Farin Urlaub) – 03:12
2. Geh’n wie ein Ägypter (Die Ärzte/Liam Sternberg) – 02:20
3. Radio Brennt (Farin Urlaub/Felsenheimer, Farin Urlaub) – 02:41
4. Du willst mich küssen (Farin Urlaub) – 03:09